# Phostria discipunctalis
Phostria discipunctalis là một loài bướm đêm trong họ Crambidae.